# Trận Limanowa-Lapanów
Trận Limanowa-Lapanów là một trận đánh trên Mặt trận phía Đông trong cuộc Chiến tranh thế giới thứ nhất, diễn ra từ ngày 6 cho đến ngày 12 tháng 12 năm 1914. Trong trận đánh này, dưới sự chỉ đạo của Tổng tham mưu trưởng Quân đội Áo là Franz Graf Conrad von Hötzendorf, Tập đoàn quân số 4 của Đế quốc Áo-Hung dưới quyền Đại Công tước Joseph Ferdinand cùng với Lê dương Ba Lan của Józef Piłsudski và một Sư đoàn trừ bị của Đế quốc Đức đã giành thắng lợi quyết định trước Tập đoàn quân số 3 của Đế quốc Nga dưới quyền tướng Radko Dimitriev. Chiến thắng của quân Áo-Hung và Đức trong trận Limanowa đã khiến cho kế hoạch tấn công Đức thông qua Áo-Hung của tướng Nga N. J. Ivanov bị phá sản. Tướng Erich Ludendorff của Đức đã đánh giá cao thắng lợi của quân đội Áo-Hung tại Limanowa, đồng thời trận chiến này cũng cho thấy sự hợp tác thành công giữa quân đội Đức và Áo-Hung.
Quân Nga đã chiếm giữ sông Wisla ở Ivangorod và Dimitriev đã tiến quân về hướng Tây Nam để vây hãm Kraków. Vào ngày 3 tháng 12 năm 1915, Conrad phát động phản công bên sườn trái của quân Nga. Cho đến ngày 6 tháng 12 năm 1915, cuộc tiến công của các Sư đoàn của tướng Joseph Roth đã chặn đứng quân của Dimitriev và buộc ông này phải gọi viện binh. Tướng Aleksei Brusilov - Tư lệnh Tập đoàn quân số 8 của Nga - đã đem hai quân đoàn đến đánh bọc sườn phải của quân đội Roth và giai đoạn hai của trận chiến mở đầu vào ngày 8 tháng 12 năm 1915: quân Nga đã thất bại và sự vắng mặt của hai quân đoàn đã khiến cho quân đoàn còn lại của Brusilov phải đương đầu với Tập đoàn quân số 3 của Áo. Ngày hôm đó, Tập đoàn quân số 3 cũng tấn công, đập tan mối đe dọa của Brusilov vào Hungary và giảm áp lực cho Roth do hai quân đoàn kia buộc phải triệt thoái. Quân Áo, Đức đã tiến được 64 km và vào ngày 15 tháng 12 năm 1915, quân đội Nga đã triệt thoái về một chiến tuyến dọc theo sông Dunajec.
Quân Nga bị thiệt hại không nhỏ, trong khi quân đội Áo-Hung đã thể hiện khả năng của mình trong trận chiến này, mặc dù họ sẽ không còn chiến đấu tốt như thế nữa trong những trận đánh về sau. Thắng lợi của quân Áo-Hung trong cuộc phản kích tại Limanowa-Lapanów đã cải thiện tình hình cho họ: Kraków đã được giải nguy và cuộc thọc sâu của quân đội Nga về cực tây trong cuộc chiến tranh cũng bị bẻ gãy.